# Hilyotrogus nitens
Hilyotrogus nitens är en skalbaggsart som beskrevs av Frey 1975. Hilyotrogus nitens ingår i släktet Hilyotrogus och familjen Melolonthidae. Inga underarter finns listade i Catalogue of Life.